# Loka, Älvdalens kommun
Loka (älvdalska Luoka) är en by nordväst om Älvdalen i Älvdalens kommun. Från 2015 avgränsar SCB här en småort.